# Croada contra la Corona d'Aragó
La Croada contra la Corona d'Aragó, també anomenada Croada contra Catalunya, fou un conflicte bèl·lic que va durar del 1283 al 1285. La croada va ser declarada pel papa Martí IV i pel rei de França Felip III l'Ardit contra Pere el Gran per la seva intervenció en els afers sicilians en contra de la voluntat papal. La major part del conflicte es desenvolupà en terres catalanes, tot i que els primers episodis van succeir a la frontera navarroaragonesa. Com a venjança, els catalans van atacar Mallorca i Occitània.
| «                                                | Certes, ço dix lo rey als missatgers: Fort ha poch en la terra de Catalunya aquell qui l'ha donada a altre, e menys aquell qui la ha presa; car mon linatge la conques ab espasa. Per que sapien tuyt que qui la volra, costar li ha. | » |
| — Pere el Gran, Crònica de Bernat Desclot, CXLIV | |   |

Pere el Gran va haver de lluitar contra el poderós exèrcit croat que donava suport a Felip III —fonamentalment compost per tropes del Regne de França, el Regne de Mallorca i la República de Gènova— únicament amb les tropes catalanes i valencianes, sense poder comptar amb la noblesa del Regne d'Aragó, que va abstenir-se de participar en el conflicte.

## Antecedents
L'extensió dels territoris conquerits per Jaume el Conqueridor, amb població mudèjar, l'enorme despesa militar que calia suportar, les pretensions dels nobles als diferents regnes, i les friccions amb les corones veïnes produïren una època de fortes tensions.

### Ferran Sanxis de Castre
L'any 1275, mentre l'infant Pere estava al Regne de Navarra amb la pretensió de casar-se amb Joana I de Navarra tot fent efectiu el Tractat de Tudela, alguns nobles catalans, entre els quals es trobaven Ramon Folc V de Cardona, Jofre III de Rocabertí i el seu fill Dalmau, Arnau Roger I de Pallars Sobirà i Hug V d'Empúries, amb el suport de nobles aragonesos com Artal de Luna, Ferriz de Liçana, Pere Cornel i Ximeno d'Urrea, es van revoltar amb la intenció d'obtenir diners, terres i privilegis i evitar anar a la guerra en suport de la Corona de Castella, víctima dels atacs benimerins. El capitost de l'aixecament fou Ferran Sanxis de Castre, fill natural de la relació de Jaume el Conqueridor amb Blanca d'Antillón, que pretenia enemistar el rei amb l'hereu i gairebé reeixí quan Jaume I va fer prometre a l'infant Pere la devolució dels castells presos a Ferran un cop finida la revolta. Quan l'infant assaltà el castell d'Antillón, Ferran contraatacà per tal d'alçar el setge i fou derrotat, fugint al juny cap al castell de Pomar, encalçat pel seu germanastre, disposat a prendre el seu refugi a l'assalt. Veient-se perdut, Ferran provà en va de fugir disfressat de pastor mentre els seus soldats s'enfrontaren als de Pere, però fou atrapat quan intentava travessar el Cinca i Pere manà que fos ofegat al riu.

### L'impost del bovatge
Les despeses bèl·liques de Jaume el Conqueridor havien malmès la hisenda de la corona, i quan esdevingué rei Pere el Gran reclamà als catalans l'impost del bovatge, cosa que provocà un gran descontentament entre la noblesa catalana. Les dinasties d'Urgell, de Foix, de Pallars, de Cardona i d'Erill, encapçalades pel comte Roger Bernat III de Foix, es van revoltar contra el cobrament de l'impost. Pere III va reunir els nobles fidels de València i Catalunya esclafant els revoltats al setge de Balaguer el 1280.
El 1283, la noblesa catalana formà l'anomenada Unió reclamant el privilegi general a més de privilegis locals, abolir el bovatge, l'exempció d'impostos per establir-se a Sicília i Calàbria, reunir anualment a Catalunya les corts catalanes i la confirmació dels usatges de Barcelona, que el rei Pere hagué de concedir a les corts catalanes a Barcelona per aconseguir ajuda militar enfront de l'amenaça de la invasió croada, que va ser-li concedida.

### El conflicte sicilià
La política internacional de Jaume el Conqueridor havia generat l'aïllament internacional de la Corona d'Aragó. Tancades les possibilitats d'expansió a la península Ibèrica pel Tractat d'Almizra, i al sud de França pel Tractat de Corbeil, les necessitats d'expansió, tant del casal d'Aragó com de la seva burgesia mercantil i marinera, van fer que el rei es fixés en Sicília com a futura expansió territorial, atesa la inestabilitat provocada pel fet de ser un dels escenaris de la Guerra entre güelfs i gibel·lins.

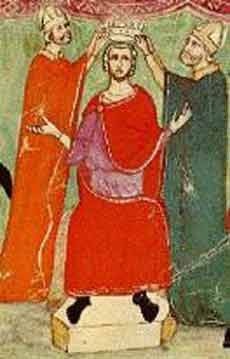
Coronació de Manfred I de Sicília, de Giovanni Villani

Manfred I de Sicília, fill il·legítim de l'emperador Frederic II, pujà al tron del Regne de Sicília el 1258, i el 1262 Constança de Sicília, la seva filla, es casà amb l'infant Pere. Aquest matrimoni, juntament amb el suport sicilià a la República de Siena en contra de la República de Florència en la batalla de Montaperti, provocà l'antipatia del papa francès Climent IV, que excomunicà el rei.
El Regne de Sicília va esdevenir un feu del papat i Climent IV, preocupat pels avanços gibel·lins buscà ajut en Carles I d'Anjou, el germà petit del seu aliat Lluís IX de França, a qui concedí el regne a canvi d'expulsar Manfred dels feus papals del sud d'Itàlia. Les tropes de Carles d'Anjou entraren a l'illa i Manfred morí en la batalla de Benevent, mentre Carles era coronat rei de Sicília a Roma el 1266. Consolidant les seves forces, Conradí de Sicília va marxar vers Lucera i el 23 d'agost de 1268 amb un exèrcit multinacional de tropes italianes, castellanes, romanes, musulmanes i alemanyes van enfrontar-se a les tropes franceses del nou rei en la batalla de Tagliacozzo, en què fou fet presoner, i morí a mans angevines. Sota Carles d'Anjou i el seu successor Carles II, el nord es privilegià enfront del sud i fins i tot la capital es va traslladar de Palerm a Nàpols.
El 30 de març del 1282, quan començava a caure el crepuscle, una batussa entre uns sicilians i un grup de soldats francesos a Palerm fou l'espurna que feu esclatar un avalot antiangeví a la ciutat. Mentre les campanes de les esglésies tocaven a vespres, els sicilians massacraren tots els francesos que pogueren arreplegar. En les setmanes següents, el tumult s'estengué com una taca d'oli per tota l'illa de Sicília fins a convertir-se en una rebel·lió en tota regla. Carles d'Anjou, mossegant el ceptre en un atac de ràbia, no tingué més remei que cancel·lar la seva invasió de l'Imperi Romà d'Orient, no només perquè la revolta siciliana exigia la seva atenció completa, sinó també per motius purament materials com que els rebels de Messina havien desballestat les seves naus de guerra per fer-ne barricades. El primer acte dels sicilians després de prendre el control de l'illa i elegir els seus representants fou comunicar la notícia de la revolta a Constantinoble. Seguidament, enviaren un ambaixador al papa demanant-li que reconegués les ciutats sicilianes com a comuns sotmesos únicament a l'autoritat de l'Església, de manera similar a Venècia, Gènova i Pisa. Com era d'esperar, la resposta de Martí IV fou comminar-los a deposar immediatament les armes i acceptar Carles com a rei legítim de Sicília.

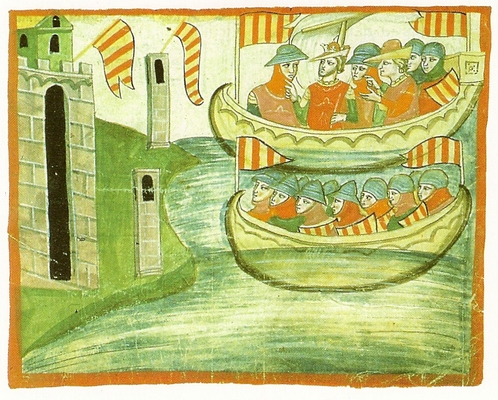
Arribada dels aragonesos a Sicília

Els rebels, que no tenien ni la més mínima intenció de fer-ho, cercaren una alternativa. Com que la reina consort d'Aragó, Constança de Sicília, era l'única hereva restant del sacre emperador romanogermànic Frederic II i única Hohenstaufen capaç de fer valdre els seus drets, els sicilians demanaren al rei Pere que prengués possessió de l'illa en nom de la seva muller. En aquell moment, Pere es trobava convenientment al nord d'Àfrica amb una gran flota construïda per a la campanya contra els hàfsides. Després de fingir indiferència durant unes setmanes per evitar donar un pretext al papa, el rei salpà cap a Sicília i desembarcà a Trapani el 30 d'agost. Dos dies més tard, la host reial arribà a Palerm, on Pere inicialment fou rebut amb suspicàcia. Així i tot, davant de les pressions de Martí IV perquè acceptessin la sobirania de Carles i el compromís de Pere de respectar els antics privilegis dels quals havien gaudit sota Guillem II de Sicília, els sicilians oferiren la corona al rei d'Aragó, coronat per aclamació popular a la Catedral de Palerm el 4 de setembre. Desitjosos de consolidar l'aliança romanoaragonesa, el genovès Benet Zacaries i l'arquebisbe de Sardes es reuniren amb Pere a Palerm per explorar la possibilitat de casar Andrònic, fill i successor designat de Miquel VIII Paleòleg, amb una de les filles del rei, però les negociacions no arribaren a bon port, car l'última cosa que volia Pere en aquell moment era atiar encara més la ira de l'Església. El nou monarca de Sicília es mogué amb celeritat per aixecar el setge de Messina i expulsar completament les forces angevines de l'illa. Unes setmanes més tard, la victòria de la flota aragonesa a Nicòtena consolidà el seu control de l'estret de Messina.
Pere tacà Calàbria i ocupà Reggio, mentre Carles recuperava Isxia. Carles intentà ocupar Malta, que s'havia declarat favorable a Pere d'Aragó, però havia estat ocupada pels catalans, i la flota catalana sota el comandament de Guillem Galceran de Cartellà i Roger de Llúria, el derrotà al combat de Malta el 8 de juny i els catalans desembarcaren a Malta, Gozzo i Comino. El 1283, Carles d'Anjou va nomenar Guillem de Berardi com a virrei d'Albània amb seu a Dirràquion.
Com a conseqüència d'aquestes accions, el papa Martí IV, que havia succeït Climent IV, va declarar el rei Pere el Gran privat dels seus regnes, i donà la investidura com a rei d'Aragó, rei de València i comte de Barcelona el 27 d'agost de 1283 a Carles I de Valois, segon fill del rei Felip III de França.

### El Regne d'Aragó
Les crides a rebutjar l'atac francès van ser desobeïdes pels nobles aragonesos, i en l'assemblea de Tarassona de l'any 1283 van presentar al rei les seves reivindicacions, en forma de greuges i reclamacions que es basaven en el manteniment dels privilegis, la impossibilitat d'exigir nous impostos i un canvi en les formes de govern, i l'extensió dels furs d'Aragó al Regne de València, que havia de desaparèixer i ser annexionat. Els juramentats es comprometien a ajudar-se mútuament si el rei procedia contra ells. En les corts d'Aragó de Saragossa del 1283, Pere concedeix el privilegi general, una confirmació del dret que és el primer assaig per fixar legalment la relació del rei i el país, i la instauració d'institucions polítiques, estenent aquesta legislació al Regne de València.

### El Regne de Mallorca

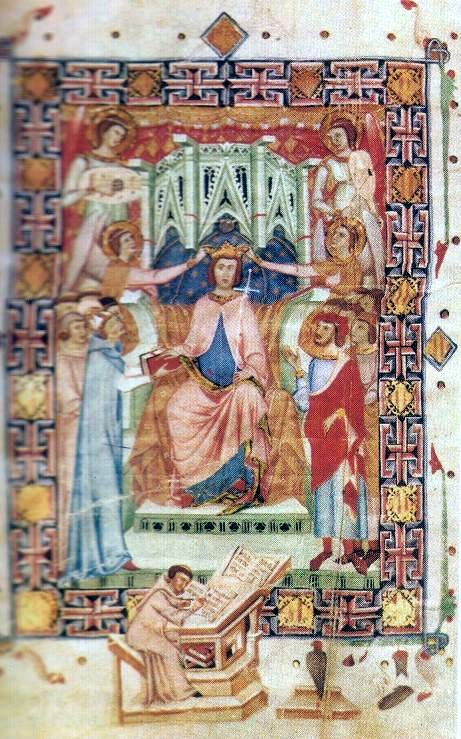
Jurament dels privilegis del Regne de Mallorques per Jaume II de Mallorca, davant de Jaume I

A la mort de Jaume I el Conqueridor el 1276 i en aplicació del seu testament de 1262, es deixaven a l'infant Jaume les possessions que formaven la Corona de Mallorca. La darrera voluntat de Jaume I establia el Regne de Mallorca com una entitat separada de la Corona d'Aragó i establia que si una de les dues línies del casal de Barcelona no tenia hereus barons, els seus estats passaven a l'altra branca.
El regne esdevé un estat independent fins al Tractat de Perpinyà (1279), en què pels conflictes entre els germans Jaume i Pere, el primer es declara vassall del segon. Des de llavors, el regne passa a ser privatiu del rei que, al mateix temps, tenia com a senyor el seu germà. Aquesta relació feudal del rei de Mallorca era doble per la diversitat de territoris de la corona mallorquina. Per una part, era vassall del rei d'Aragó pel comtat del Rosselló i el Regne de Mallorca, i per l'altra el senyoriu de Montpeller havia retut homenatge a Carles V de França. La situació de Jaume II de Mallorca fou trobar-se entre dos fronts en el conflicte de les Vespres Sicilianes el 1282 en considerar trencats els vincles amb el comte de Barcelona per l'excomunió papal.

### El Regne de València
Durant la primera meitat del segle xiii, l'exèrcit de Jaume el Conqueridor va anar ocupant progressivament tot el Regne de València i el Regne de Múrcia, tot i que es van marcar les fronteres amb el Regne de Castella incloent les zones de Múrcia i Alacant pel Tractat d'Almizra conquerides pels catalans. Mig segle després, el 1304, després d'una guerra amb Castella, per la sentència arbitral de Torrellas, s'assignen finalment al Regne de València.
Pere el Gran pacificà el país derrotant la darrera revolta mudèjar valenciana encapçalada per Al-Azraq, conquerint la ciutat de Montesa el 1277, el darrer enclavament musulmà al Regne de València.
Amb l'ajut dels valencians, a les corts de València de desembre de l'any 1283, confirma i atorga als valencians uns furs adaptats a la seva realitat econòmica i social, que potenciaven la personalitat jurídica de València davant els altres regnes, desoint el que havia concedit mesos abans a Saragossa.

### El Regne de Navarra
La mort sense fills de Sanç VII de Navarra i de la seva germana Berenguera de Navarra, casada amb Ricard I d'Anglaterra comportà la fi de la dinastia Ximena al Regne de Navarra i la instauració de la dinastia Xampanya, gràcies al casament de Blanca de Navarra amb Teobald III de Xampanya i el suport de la noblesa navarresa, tot i la reclamació per part de la Corona d'Aragó sobre la sobirania de Navarra en virtut del Tractat de Tudela. Els comtes de Xampanya regnaren a Navarra iniciant un acostament a la monarquia francesa gràcies al casament del seu fill Teobald I de Navarra amb Agnès de Beaujeu, cosina de Lluís IX de França, i al matrimoni de Teobald II amb la germana de Felip III de França.
Finalment, Blanca d'Artois, la vídua del rei, amb una Navarra envaïda altre cop per les corones castellanes i aragoneses, buscà refugi a la cort francesa i va fer que la filla del difunt Enric I de Navarra, la reina Joana I de Navarra, es casés amb el seu cosí el Felip IV de França, iniciant així una nova dinastia regnant a Navarra, la dinastia Capet. Roger Bernat III de Foix va envair el 1276 el Regne de Navarra, en suport del partit francès en les lluites successòries, i va ocupar Pamplona, que fou saquejada, quedant de governador Eustaqui de Beaumarchais.

### La corona de Castella
El primogènit del rei Alfons X de Castella, Ferran de la Cerda, va morir el 1275, nou anys abans que el seu pare. El rei Alfons va deixar en el seu testament que el regne havia de passar al seu net primogènit, Alfons de la Cerda i al mateix temps va desheretar el seu segon fill, Sanç, que es va alçar contra el rei sense respectar la voluntat del seu pare i fou coronat com a Sanç IV de Castella el 1284 a Toledo. Fou reconegut pel poble i pels nobles fruit del seu comportament enfront de la invasió dels benimerins dirigits per Abu Yusuf Yaqub, que entraren al sud de la península Ibèrica, el 1224, per donar suport al Regne de Granada, tot i que els Infants de la Cerda també van reunir un bon nombre de partidaris, entre ells la Corona d'Aragó. Durant tot el regnat de Sanç, la inestabilitat i les revoltes van ser constants.

### El senyoriu d'Albarrasí
Albarrasí era un senyoriu d'arrels musulmanes que formava part del Regne musulmà de València de Muhammad ibn 'Abd Allāh ibn Sa'd ibn Mardāniš, quan Pero Ruiz de Azagra, del Regne de Navarra, va ajudar militarment al sobirà valencià. Com a pagament en circumstàncies poc clares, li atorgà el senyoriu d'Albarrasí, que va repoblar amb navarresos. La conquesta de València per Jaume el Conqueridor deixà el territori en un buit legal, que els senyors aprofitaren proclamant una mena d'independència. A la tornada del desafiament de Bordeus, Joan Núnyez de Lara va posar un parany a Pere el Gran per fer-lo presoner i lliurar-lo al rei de França i també atacar l'Aragó, fet que Pere el Gran no perdonaria i que finalment va dur a la conquesta del senyoriu.

## La croada

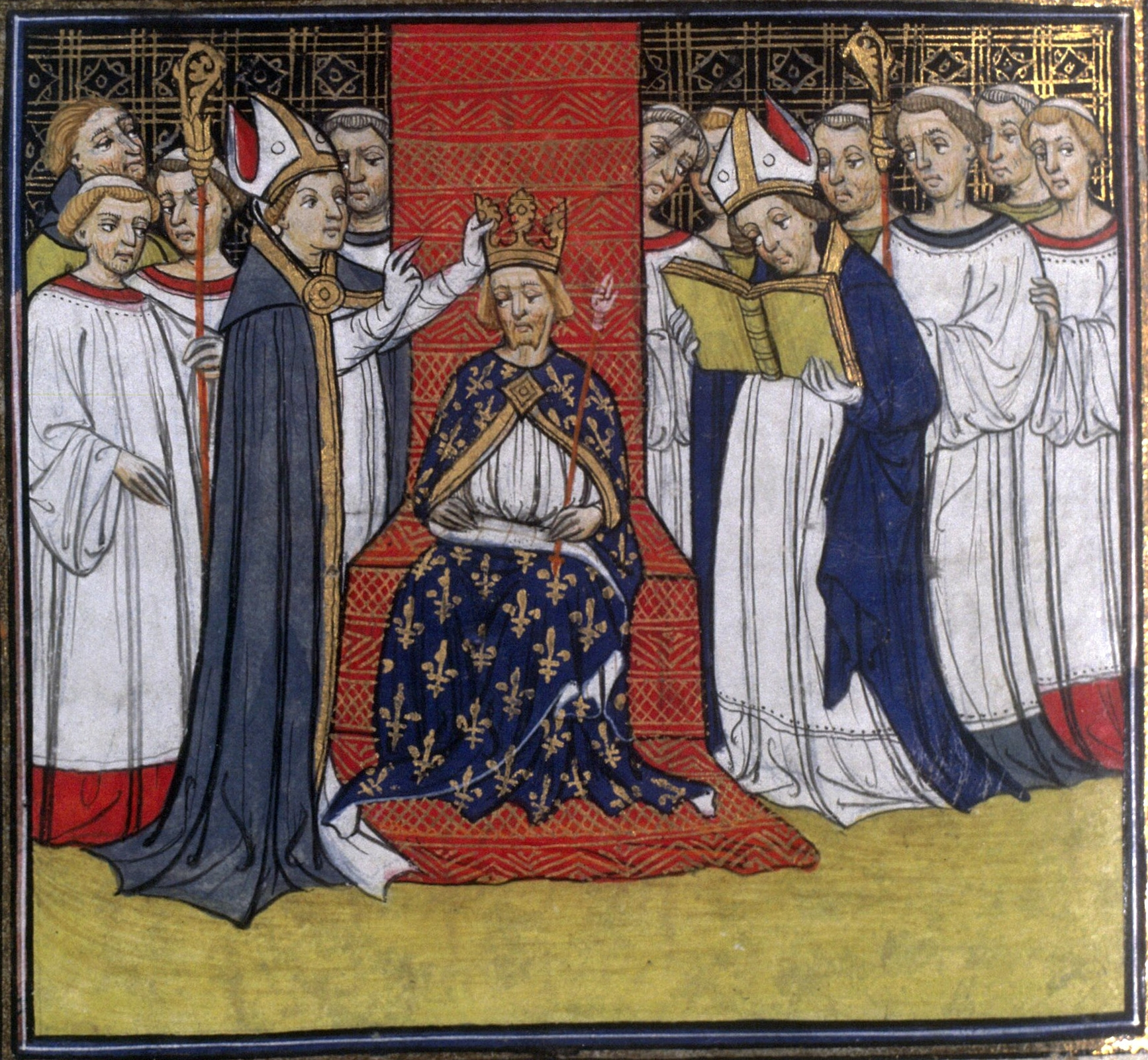
Consagració de Felip III l'Ardit

Mentre Pere el Gran es trobava a Tarassona de retorn del desafiament de Bordeus, el governador del Regne de Navarra, Eustaqui de Beaumarchais amb les seves tropes franceses atacaren la frontera aragonesa com a despit pel resultat del desafiament; travessaren la frontera per Sangüesa, entraren i conqueriren el castell d'Ull, i destruïren les viles d'Ull, Lerda i Filera. També conqueriren les viles de Bailo, Arbués i Berdún. Es va pactar una treva amb el Regne de Navarra fins a l'1 de febrer de 1284. Poques setmanes després de l'atac al Regne d'Aragó, Eustaqui de Beaumarchais amb 500 francesos i l'ajut d'Augèr de Berbedà, senyor de Les, ocuparen la Vall d'Aran el 1283, però no pogueren seguir avançant. Finalment, Carles I d'Anjou fou coronat pel papa el 27 de febrer de 1284 a París.
En el contraatac catalanoaragonès de l'any 1284, tot i que la noblesa aragonesa no donava suport al rei en aquesta qüestió pel conflicte de la Unió d'Aragó, els catalans assetjaren Tudela mentre les tropes franceses fugien a França.
Felip l'Ardit, amb un exèrcit molt important, que segons les fonts seria d'uns 200.000 croats, 100.000 infants, 16.000 cavallers i 17.000 ballesters o bé de 4.000 cavallers i 8.000 peons, es va concentrar a Narbona per dirigir-se cap a Barcelona.

### Concentració de tropes a l'Empordà
A Barcelona es produí una revolta dels artesans pobres contra el patriciat, motivada per l'endeutament dels pobres en benefici d'eclesiàstics i els jueus, per l'any de males collites i per l'augment dels impostos i preus a causa de la guerra, que fou sufocada amb la mort de Berenguer Oller i set revoltats més, que foren penjats i arrossegats per la ciutat.
Un cop el cap i casal tranquil, Pere el Gran activà l'usatge princeps namque convocant a la defensa del territori i es va dirigir al Rosselló per assegurar la defensa davant la imminent invasió croada, a la qual s'havia afegit el seu germà Jaume II de Mallorca, que va fugir de Perpinyà per trobar-se amb els croats. Amb l'alineament de Jaume II amb els croats, es va haver de preparar la línia de defensa als Pirineus, barrant el pas amb les tropes empordaneses les tropes invasores al coll de Panissars, l'entrada natural al sud de les muntanyes, tot evitant la batalla a camp obert on la cavalleria croada jugaria amb avantatge. Dalmau de Rocabertí es va establir al Pertús i Ponç V d'Empúries va dominar Banyuls de la Marenda i el coll de la Maçana.
Mentrestant, l'infant Alfons preparava un estol de galeres per defensar les costes, que serien comandades pels almiralls Ramon Marquet i Berenguer Mallol; s'ordenava a Roger de Llúria el retorn de Sicília, cridava les hosts de Barcelona, Lleida, Tarragona, i Tortosa, i demanava el suport a l'orde del Temple i l'orde de l'Hospital, que es concentrarien a l'abril a Figueres.

### Resistència al Rosselló

Moviments croats el 1285

En el darrer intent, l'any 1285, els francesos entraren pel territori rossellonès de Jaume II de Mallorca, germà de Pere el Gran, que per pacte estava obligat a deixar pas franc. Tot i l'alineació del seu rei amb els francesos, la població del Rosselló es va resistir a la invasió croada. Els primers combats amb els croats van tenir lloc al setge de Salses, on van caldre tres assalts per conquerir la ciutadella. Només van deixar pas franc les fortaleses de La Roca i Les Cluses, i els ciutadans es van revoltar a Perpinyà tancant les portes als croats després de la retirada francesa dels Pirineus, però finalment es va rendir amb el perdó del rei de França, i la resistència va concloure amb el setge d'Elna, que fou cremada provocant una matança. Els croats finalment acamparen a Elna i Perpinyà, mentre que els catalans, apostats al coll de Panissars, van impedir durant un mes l'entrada croada al sud de Catalunya.
Els francesos finalment travessaren els Pirineus creuant per La Maçana al mes de juny, mentre que l'estol fondejava a Roses. Els catalans, en clara inferioritat numèrica, per evitar ser envoltats als Pirineus, es van retirar fins a Peralada, d'on es retirarien després d'una batalla a camp obert, però l'infant Alfons, el comandant de l'exèrcit, va ordenar l'evacuació de la vila per manca de provisions, sortint amb 5.000 almogàvers en direcció a Girona, el següent lloc on es presentaria la defensa després de cremar la ciutat, aplicant la terra cremada, i deixant tropes en els castells de camí a Barcelona.

### Els francesos ocupen l'Empordà
Els francesos entraren a Castelló d'Empúries i dies més tard assetjaren Girona, que estava comandada per Ramon Folc VI de Cardona, del 27 de juny al 10 de setembre, sofrint els terribles efectes de la fam i de les epidèmies, mentre els croats ocuparen Figueres, Roses, Sant Feliu de Guíxols i Blanes.
Pere el Gran va sortir de Barcelona a principis del mes d'agost al capdavant d'un exèrcit de 500 cavallers i 5.000 infants per atacar l'exèrcit croat que assetjava Girona i provocar l'aixecament del setge. Es va dirigir primer al monestir de Montserrat, on va rebre la benedicció, i a continuació va anar a Hostalric, on va celebrar un consell que va decidir acampar a prop de Girona. El rei Pere va voler dirigir-se a Besalú, però els exèrcits es van trobar el 15 d'agost extramurs de la ciutat. Els almogàvers, que anaven al davant, van ser interceptats i van atacar pel seu compte, i quan es van quedar sense llances i dards van ser atacats per quatre-cents cavallers francesos i van haver de fugir muntanya amunt.

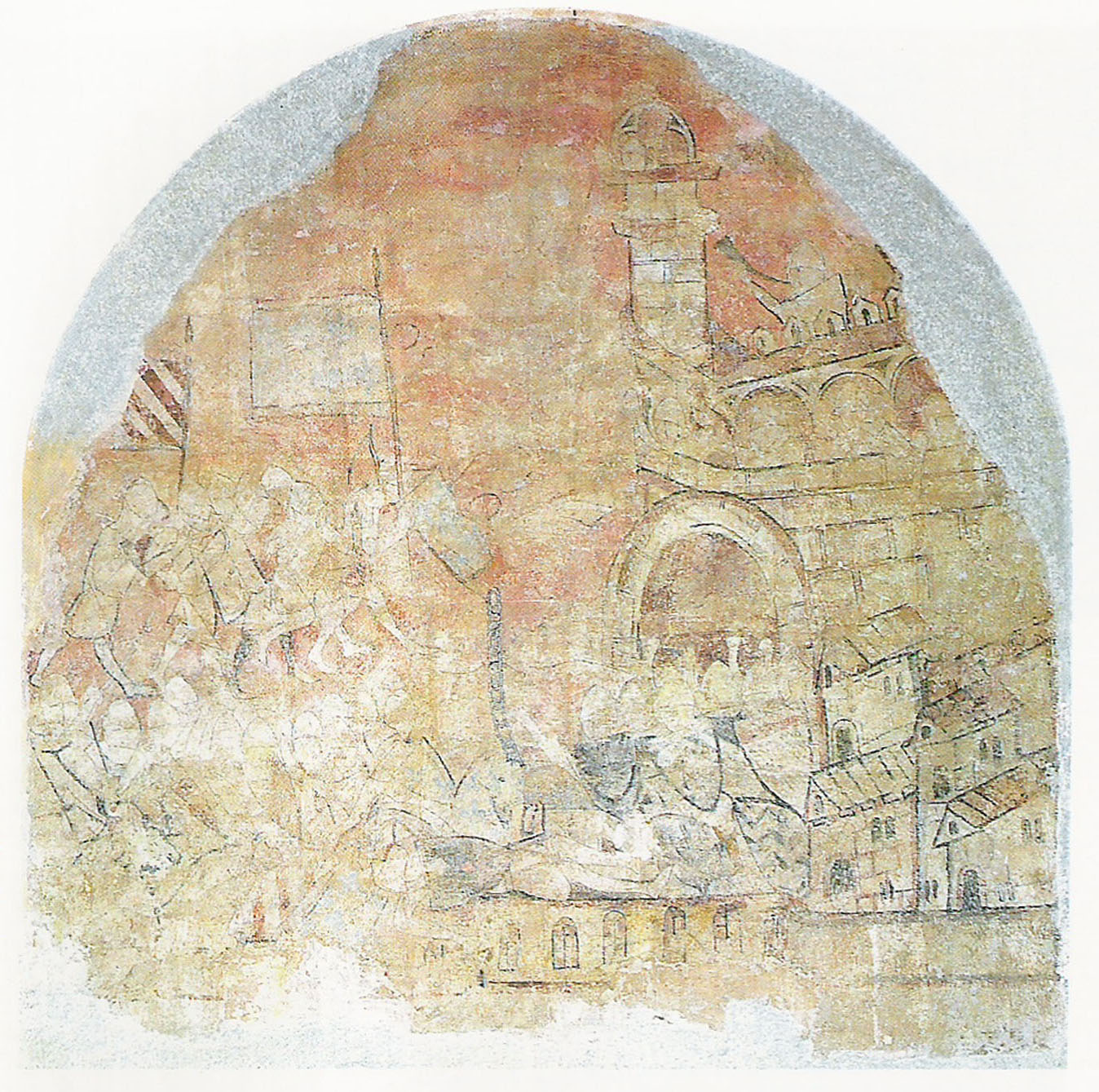
Fresc del Castell de Cardona sobre el setge de Girona de 1285, avui en dia conservat al MNAC

La defensa del litoral català, mentre l'estol català, comandat per Roger de Llúria es trobava a Sicília, es va sustentar amb un estol d'onze galeres dels estols dels almiralls Ramon Marquet i Berenguer Mallol, que derroten els croats en la batalla de Sant Feliu de Guíxols enfront de les illes Formigues entre Roses i Sant Feliu i, per segona vegada ja reunits amb l'estol de Roger de Llúria, en la batalla naval de les Formigues davant de Calella de Palafrugell el 27 d'agost i de Roses el 3 de setembre i, finalment, de manera decisiva davant de Cadaqués el 4 de setembre. A causa d'aquesta derrota naval, els catalans van recuperar el territori al nord, van dominar la costa i van tallar la línia de subministrament de l'exèrcit croat.
Ramon Folc de Cardona va haver de fer arribar a Pere el Gran una demanda de socors per salvar Girona, que va ser contestada demanant resistir vint dies més, car confiava poder enviar ajuda. El vescomte de Cardona va pactar amb Roger Bernat III de Foix, que manava les hosts franceses, una treva de vint dies a partir del 19 d'agost prometent-li lliurar la plaça si, passat aquest temps, el rei no enviava a Girona l'ajut que els havia promès. El 7 de setembre, al terme dels vint dies fixats i no havent rebut l'ajuda del rei Pere, la ciutat es va rendir als assetjadors i fou ocupada per Eustaqui de Beaumarchais, que va deixar a la ciutat una guarnició de 200 genets i 5.000 infants, retirant-se amb la resta de l'exèrcit a l'Empordà.

### Retirada francesa
La pesta s'estengué entre els francesos, que encerclats i malalts s'hagueren de retirar de l'Empordà i evacuaren Girona el 7 de setembre, però es van trobar la retirada tallada per Besalú, on Asbert de Mediona, el governador de la ciutat, després d'un primer intent d'assalt, feu obrir la porta Aquaria per fer entrar seixanta cavallers que foren capturats, per sortir immediatament al capdavant de la guarnició que va derrotar els assetjants, forçant-los a la retirada. Al coll de Panissars i al coll de la Maçana, però, com que molts soldats estaven malalts, els catalans accediren a no atacar-los i els van deixar passar per Agullana. Una part de l'exèrcit francès volgué igualment creuar pel coll de Panissars, els defensors del qual no coneixien l'ordre de deixar pas franc, i els francesos hi foren aniquilats entre el 30 de setembre i l'1 d'octubre en la batalla del coll de Panissars. El rei Felip III de França, que acompanyava el seu fill Carles de Valois, pogué arribar a Perpinyà, on va morir el 5 d'octubre. Els francesos mantingueren l'ocupació de la Vall d'Aran.

### Confiscació del Regne de Mallorca

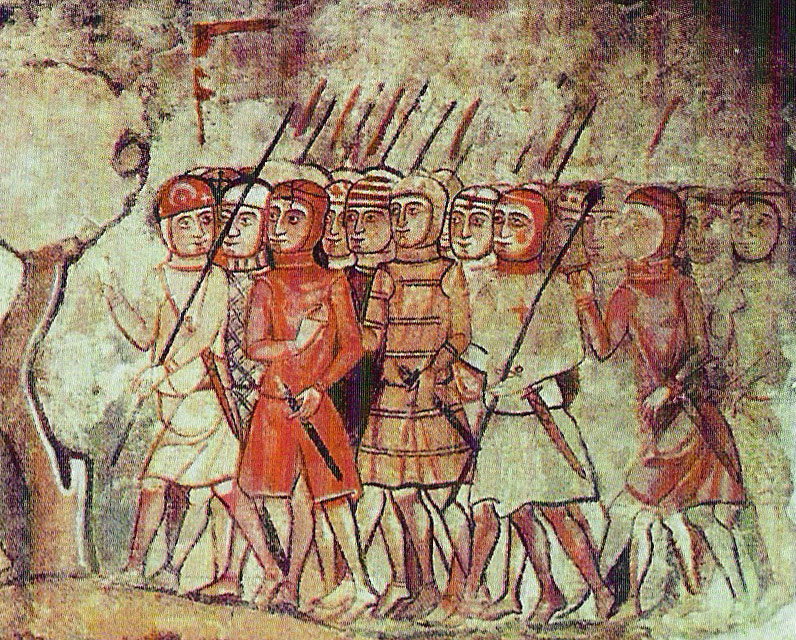
En la batalla del coll de Panissars, els almogàvers van derrotar les restes de l'exèrcit croat

El mateix 1285, Pere el Gran envià una flota contra el seu germà Jaume II de Mallorca, que estava a Perpinyà, a qui finalment confiscà les Balears després de la rendició de l'illa sense combatre, quan Ponç Saguàrdia, el lloctinent del rei Jaume II de Mallorca rendeix Ciutat de Mallorca a Alfons el Franc i els síndics dels pobles de Mallorca juren homenatge al rei, tret únicament del castell d'Alaró, on es va concentrar la resistència de l'alcaid, Ramon Ballester i la guarnició formada per Guillem Capello «Cabrit», Guillem Bassa, Arnau Ramon, Lleonard Marsello i Albert Perpinyà, que moriren en l'assalt, però el rei no pogué veure els resultats de l'expedició en morir pocs dies després a Vilafranca.
Jaume II va conservar tota la resta dels seus territoris, tret de les Balears, que li foren tornades el 1295 mitjançant el Tractat d'Anagni, amb les mateixes condicions pactades el 1279 al Tractat de Perpinyà.

### Atac a Occitània
Com a venjança, Roger de Llúria va conduir una expedició de càstig al Llenguadoc el mes de febrer de 1286, arribant-hi amb una flota de galeres, un centenar de cavallers i dos mil almogàvers fins a les platges de Valrans, que fou saquejada i cremada, remuntant a peu amb els almogàvers el riu Orb fins a arribar a Serinhan.
Els francesos de Besiers, alertats de les accions catalanes, van formar un exèrcit de trenta mil soldats amb tres-cents cavallers per enfrontar-s'hi, que fou rebut amb foc per part dels ballesters catalans. Tot i estar en inferioritat numèrica, els almogàvers van atacar i provocaren la desbandada francesa, sent perseguits i escomesos fins a arribar a mitja llegua (uns dos quilòmetres) de Besiers. Llavors, Roger de Llúria va ordenar la retirada a la platja de Valras, on s'estaven les galeres i, de camí, van saquejar i cremar la ciutat de Serinhan, inclòs el seu castell, tret de l'església de la Mare de Déu de la Gràcia. Roger de Llúria no tenia intenció d'atacar Besiers, però sí que va atacar Agde abans de dirigir-se a Aigües Mortes i tornar a Barcelona amb un impressionant botí.

## Conseqüències
La mort d'Alfons el Franc el 1291 donà origen, quatre anys més tard, a un gran conflicte entre Catalunya i Sicília, car Jaume el Just fou proclamat comte rei de la Corona d'Aragó i delegà el Regne de Sicília en el seu germà petit, Frederic.
La Pau d'Anagni es va signar el 1295: en aquesta, Jaume el Just cedia el Regne de Sicília als Estats Pontificis i rebia del papa en compensació 12.000 lliures torneses i probablement la promesa d'infeudació de Còrsega i Sardenya; el casament de Jaume el Just amb Blanca de Nàpols, filla de Carles II d'Anjou i el retorn dels tres fills que Carles II d'Anjou havia hagut de deixar com a ostatges a Catalunya en canvi de la seva llibertat el 1288 alteraren radicalment la situació, car els sicilians es consideraren deslligats de la fidelitat deguda a Jaume II de Mallorca. En el mateix document, Carles I de Valois renunciava a la Corona d'Aragó i Jaume el Just tornava les Balears a Jaume II de Mallorca, a qui havien estat confiscades per Alfons el Franc.
Pel Tractat d'Argelers de 1298, Felip IV de França cedí temporalment la Vall d'Aran a un tercer sobirà, Jaume II de Mallorca, mentre no es trobés una solució diplomàtica a la situació creada.
Quan el 1302 Carles I de Valois va intervenir a Sicília per donar suport a Carles II d'Anjou contra Frederic II al capdavant de quatre mil cavallers pagats pel Papa, la noblesa siciliana va recordar ràpidament la clemència tinguda amb ell i amb els membres de la seva família pel seu oncle Pere el Gran. Admetent lluitar a contracor, va proposar cessar les hostilitats i signar la Pau de Caltabellotta, que confirmava la pau entre els angevins, el Regne de Sicília i la Corona d'Aragó. Carles II renunciava a Sicília a favor de Frederic II a canvi de retornar els territoris conquerits al Regne de Nàpols.
Finalment, Jaume el Just recuperà la Vall d'Aran el 1313 després d'un referèndum popular, restituint-hi en agraïment els usatges i constitucions dels seus habitants, que els francesos els havien arrabassat, i després de la mort de Jaume III de Mallorca el (1349) el Regne de Mallorca es reintegrà a la Corona d'Aragó, i el 1443, amb la conquesta del Regne de Nàpols es completà la reunificació del Regne de Sicília sota el regnat d'Alfons el Magnànim.

## La croada en la literatura
La croada fou el tema d'un intercanvi de cobles, en occità, entre diversos trobadors: l'inicià Bernart d'Auriac (profrancès), i li respongué el mateix rei Pere, però interpel·lant en la cobla a Pere Salvatge, que de fet estava al seu servei; Pere Salvatge fa una altra intervenció en el debat (naturalment a favor del rei) i li respongué Roger Bernat III, comte de Foix, i finalment un cinquè personatge anònim, també pro francès i amb una intervenció molt violenta i amenaçadora. Com indica Riquer, el cicle de cobles és una bona mostra de l'ús i vigència de la poesia com a arma política.